# Teratosphaeria multiseptata
Teratosphaeria multiseptata är en svampart som först beskrevs av Carnegie, och fick sitt nu gällande namn av Carnegie 2009. Teratosphaeria multiseptata ingår i släktet Teratosphaeria och familjen Teratosphaeriaceae.   Inga underarter finns listade i Catalogue of Life.